# Буревестник (Костанайская область)
Буревестник (каз. Буревестник) — село в Наурзумском районе Костанайской области Казахстана. Административный центр Буревестненского сельского округа. Находится примерно в 76 км к юго-западу от районного центра, села Караменды. Код КАТО — 395833100.

## История
Село заложено в 1962 году во время освоения целины. В советское время в селе действовал самый крупный в СССР совхоз имени Н. Г. Козлова (ранее — совхоз «Буревестник»). Основателем и первым директором этого был Герой Социалистического Труда Николай Григорьевич Козлов. Под его руководством с 1965 года стал строиться совхозный посёлок под современным названием «Буревестник».

## Население
В 1999 году население села составляло 1988 человек (983 мужчины и 1005 женщин). По данным переписи 2009 года, в селе проживали 1573 человека (783 мужчины и 790 женщин).